# Tomas Venclova
Tomas Venclova, född 11 september 1937 i Klaipeda, är en litauisk poet och essäist. 1977 tvingades han i egenskap av oliktänkande dissident, att utvandra från sitt hemland och fråntogs sitt sovjetiska medborgarskap. Sedan dess har han varit verksam i USA. Utöver poesi har Venclova skrivit politiska och litterära essäer och är sedan 1980 professor i slaviska språk och slavisk litteratur vid Yale University. Hans dikter har översatts till en rad språk, bland annat till polska av Czesław Miłosz och till ryska av Joseph Brodsky. År 2014 tilldelades han Petrarcapriset tillsammans med den tyske konkretisten Franz Mon.

## På svenska
- Samtal vintertid: dikter 1956–2000 (i tolkning av Loreta Burnyte och Anna Harrison, med efterord av Joseph Brodsky i översättning av Bengt Jangfeldt), Gondolin, 2000
- Former av hopp, essäer 1976–2001 (översättning Loreta Burnytė m.fl.), Ariel/Ellerström, 2001 (innehåller även "Samtal om Vilnius: en brevessä" av Venclova och Czesław Miłosz)
- Ankomst till Atlantis, dikter i urval och översättning samt med kommentarer och efterord av Alan Asaid; Faethon, 2018